# Paul Ladmirault
Paul Ladmirault ( Nantes, 4 de diciembre de 1877 - Kerbili, Camoël, en Morbihan, 30 de octubre de 1944) fue un compositor francés cuya música expresó su devoción a Bretaña.

## Vida

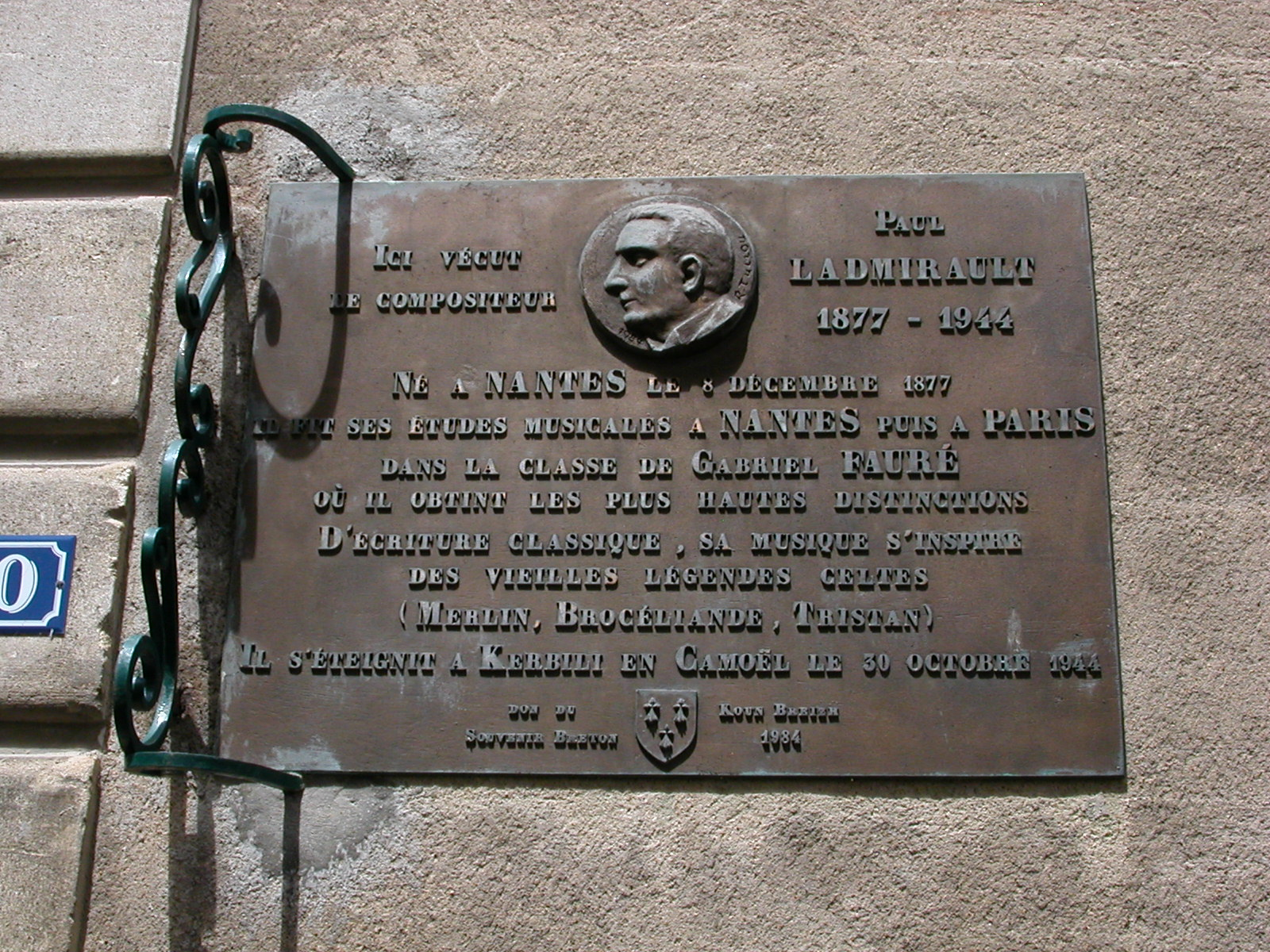
Placa conmemorativa en la casa de Paul Ladmirault, calle Malherbe en Nantes.

Ladmirault nació en Nantes, Francia. Fue un niño prodigio, aprendió piano, órgano y violín a temprana edad. Cuando tenía ocho años, compuso una sonata para violín y piano; a los quince, y mientras todavía cursaba estudios en el instituto de Nantes, escribió la ópera en tres actos Gilles de Retz, estrenada en 1893. 
Admitido en el Conservatorio de París, estudió con Gabriel Fauré (del que orquestó algunas obras), aprendiendo armonía de Antoine Taudou y contrapunto de André Gedalge. En 1903, escribió una Suite bretona en tres movimientos y, posteriormente, la Brocéliande de matin. Estas dos obras consisten sendos extractos orquestales de su segunda opera, Myrdhin (Merlín), un trabajo épico que tuvo ocupado al compositor desde 1902 hasta 1909, y que continuó revisando hasta 1921, pero que, sin embargo, nunca ha sido interpretado. 
Compuso también Young Cervantes (El joven Cervantes) para orquesta de cámara, Valse triste y Épousailles, para piano y orquesta. Su ballet, La Prêtesse de Korydwenn fue interpretado en la Ópera de París en diciembre de 1926. 
En el campo de la música religiosa, escribió una Misa breve para órgano y coro, y un Tantum ergo para voz, órgano y orquesta. 

## Obras

### Operas y ballet
- Gilles de Retz, opera representada en Nantes el 18 de mayo de 1893;
- Myrdhin, opera nunca representada;
- La Prêtresse de Korydwen, ballet representado en la Opéra-Comique el 17 de diciembre de 1926;
- Glycères, opereta (París, 1928).

### Música para orquesta
- Symphonie en ut en cuatro movimientos (inédita);
- La Brière, poema sinfónico estrenado el 20 de noviembre de 1926 en el Théâtre Mogador, París;
- Rapsodie Gaélique (1909);
- En Forêt, poema sinfónico estrenado el 31 de enero de 1932 por la Orquesta Sinfónica de París, dirigida por Eugène Bigot;
- Suite bretonne (1903);
- Joseph Bédier et Louis Artus, Tristan et Iseut, pieza en tres actos, un prólogo y 8 tableaux; música de escena de Paul Ladmirault; P., 'La Petite Illustration' (n°434 - théâtre n°231), 15 de junio de 1929, 26 pp (musique non notée) - Tristan et Iseut ha sido representado en París por vez primera el 19 de marzo de 1929, en el Théâtre Sarah-Bernhardt, después en Niza, el 30 de enero de 1929, en el Palais de la Méditerranée.  
  - Música de escena para Tristan et Iseult de Joseph Bédier & Louis Artus, Nantes, 1929;
- Valse triste para piano y orquesta, representado en la salle Gaveau en París el 4 de marzo de 1934;
- Brocéliande au matin, poème symphonique (Conciertos Colonne, 28 de noviembre de 1909);
- Epousailles para orquesta y piano;
- La Jeunesse de Cervantès, para orquesta reducida.

### Música de cámara
- Fantaisie para violín y piano (1899),
- Quatre pièces, para piano (1922).
- Carillon (1929),
- Sonate pour violon et piano (1931),
- Quatuor à cordes (1933),
- Quintette à cordes (1933),
- De l'Ombre à la Clarté para violín y piano (1935),
- Choral et Variations pour piano et quintette à vent (1936),
- Sonate pour violoncelle et piano (1939),
- Sonate pour clarinette et piano (1942),
- Chevauchée, fantaisie sur des "réels" écossais, trío para violín, violonchelo y piano,
- Romance para cuarteto de cuerdas,
- Trio en mi majeur intitulé Le Fleuve para violín, violonchelo y piano,
- Mémoire d'un âne d'après la comtesse de Ségur,
- Variation sur des airs de biniou para piano a cuatro manos,
- Quatre esquisses para piano : Chemin creux - Valse mélancolique - Vers l'église dans le soir - Minuit dans les clairières,
- pièces pour piano (suite bretonne para piano a cuatro manos).

### Música vocal
- Airs anciens para tenor, cuarteto de cuerdas y piano (1897),
- Messe brève para coro y órgano,
- Tantum ergo para voz, órgano y orquesta.

### Otras obras
- Mélodies,
- Numerosos arreglos de cantos tradicionales bretonas:
  - Erwan Berthou (1861-1933) et Paul Ladmirault, Veillée de Noël (Noz-Nédéleg) poème lyrique, P., 1932 , 43 pp.
- Deux danses bretonnes, publicadas póstumamente.